# Miquel Duran Portas
|  | Per a altres significats, vegeu «Miquel Duran». |

Miquel Duran Portas (Maià de Montcal, Garrotxa, 16 de febrer de 1957) és catedràtic de química física a la Universitat de Girona, en la qual imparteix docència a la Facultat de Ciències, duu a terme recerca en el marc de l'Institut de Química Computacional i Catàlisi, i és membre de la Càtedra de Cultura Científica i Comunicació Digital. Ha ostentat diversos càrrecs acadèmics a la mateixa Universitat.

## Biografia
Pertany a l'Institut de Química Computacional i Catàlisi de la Universitat de Girona, concretament al grup de recerca de Química Teòrica i Metodologia i Modelatge Molecular. El seu àmbit de recerca se centra en l'estudi teòric de la química (química-física i química quàntica). També va impulsar el projecte LaQuimica.net per apropar la ciència als estudiants de secundària i a la societat. Ha escrit més de dos-cents articles de recerca en química quàntica.
Es va doctorar en ciències químiques a la Universitat Autònoma de Barcelona l'any 1984 i va fer la investigació postdoctoral a la Universitat de Berkeley, a Califòrnia (1985-1986). Des del 1992 és catedràtic de química a la Universitat de Girona, on ha ocupat els següents càrrecs:
- Vicedegà de la facultat de ciències (1992-1994)
- Coordinador del Programa de Doctorat de Química Teòrica i Computacional (1993)
- Vicerector de Professorat (1994-1996)
- Vicerector de personal acadèmic (1996-2002)
- Vicerector d'informàtica (1996-1999)
- Director del departament de química (2003-2007)
- Vicerector de política científica (2007-2008)
- Vicerector de política científica i planificació estratègica (2008-2009)
- Comissionat per al Programa UdG2.0 (2010-2013)
- Director del Departament de Química (2014-)

El 2016 va ser reconegut amb la Medalla Narcís Monturiol.